# John M. Riggs

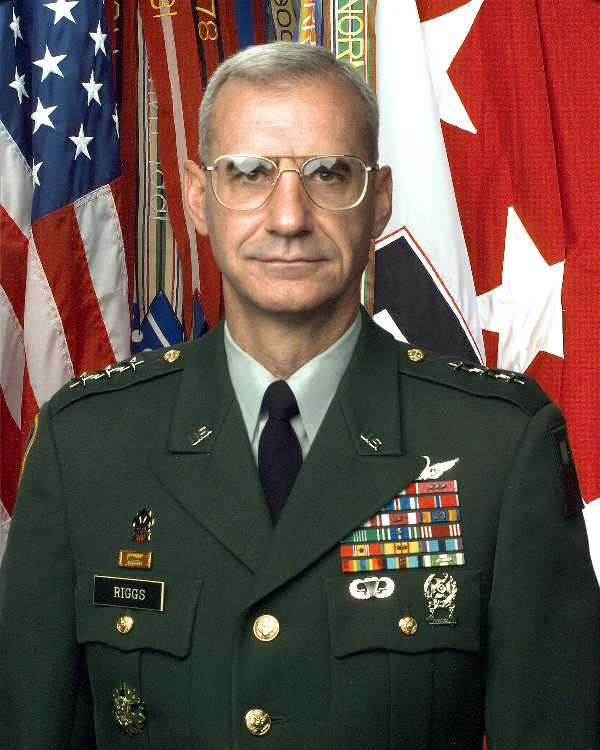
John M. Riggs

John M. Riggs (* 2. Dezember 1946 in Kennett, Dunklin County, Missouri) ist ein pensionierter Generalleutnant der United States Army, der später zum Generalmajor degradiert wurde. Er war unter anderem Kommandeur der 1. Armee.
Über die Officer Candidate School in Fort Benning gelangte John Riggs im Jahr 1965 in das Offizierskorps des US-Heeres. Dort wurde er als Leutnant der Infanterie zugeteilt. In der Armee durchlief er anschließend alle Offiziersränge vom Leutnant bis zum Drei-Sterne-General.
Im Lauf seiner militärischen Karriere absolvierte Riggs verschiedene Kurse und Schulungen. Dazu gehörten unter anderem die Central Michigan University, die Harvard Kennedy School und das Command and General Staff College.
In seinen jüngeren Jahren absolvierte er den für Offiziere in den niederen Rangstufen üblichen Dienst in verschiedenen Einheiten und Standorten in den Vereinigten Staaten. Dazu gehörten auch Aufgaben als Stabsoffizier in verschiedenen Hauptquartieren. Im Jahr 1970 nahm er mit einer Hubschraubereinheit am Vietnamkrieg teil. Im Jahr 1976 wurde er in Fort Lewis Kompaniechef beim 3. Infanteriebataillon. Zu seinen Auslandeinsätzen gehörten auch Stationierungen in Deutschland, Belgien und Südkorea.
Im Jahr 1981 wurde John Riggs zum Pentagon in Washington, D.C. versetzt, wo er in der Stabsabteilung für Operationen tätig war. Ende der 1980er Jahre kommandierte er eine Heeresfliegerbrigade in Südkorea. Im weiteren Verlauf seiner Karriere war Riggs stellvertretender Leiter der United States Army Aviation School in Fort Rucker in Alabama. Es folgte eine Versetzung nach Brüssel zur NATO. Im weiteren Verlauf war er in Bamberg bei der 3. Infanteriedivision stationiert, wo er Stabsaufgaben wahrnahm.
Von 1997 bis 1999 war er Stabsoffizier im Heeresministerium. Im Juni 1999 war Riggs für einige Tage Kommandeur der 7. Infanteriedivision. Anschließend übernahm er das Kommando über die 1. Armee. Dieses Amt bekleidete er bis zum Jahr 2001. Später wurde er Director of the Objective Force Task Force.
Im Jahr 2005 endete die militärische Laufbahn von John M. Riggs überraschend und unter fragwürdigen Umständen. Offiziell wurden ihm Unregelmäßigkeiten mit Vertragspartnern vorgeworfen. Dafür wurde er um einen Rang vom Generalleutnant zum Generalmajor degradiert und mit sofortiger Wirkung und ohne jede militärische Zeremonie in den Ruhestand versetzt. Damals kam aber bei vielen Beobachtern der Szene der Verdacht auf, Riggs Entlassung und Degradierung sei wegen seiner politischen Haltung gegenüber der Regierung und insbesondere dem damaligen Verteidigungsminister Donald Rumsfeld erfolgt. Riggs hatte offen dessen Militärpolitik kritisiert und zusammen mit anderen Offizieren den Rücktritt des Ministers gefordert.

## Orden und Auszeichnungen
John Riggs erhielt im Lauf seiner militärischen Laufbahn unter anderem folgende Auszeichnungen:
- Army Distinguished Service Medal
- Legion of Merit
- Bronze Star Medal
- Distinguished Flying Cross
- Parachute Badge
- Master Aviator Badge
- Defense Meritorious Service Medal
- Army Meritorious Service Medal
- Air Medal